# Life (киберспортсмен)
Ли Сын Хён (кор. 이승현, род. 11 января 1997, Косон, Республика Корея), более известный под своим никнеймом Life, — бывший корейский профессиональный игрок в StarCraft II, игравший за расу зергов. Он победил на 2014 WCS Global Finals, однако в 2016 году за участие в договорных матчах титул чемпиона мира был отозван, а Life пожизненно запретили участвовать в киберспортивных соревнованиях. За свою карьеру заработал более 475 000 долларов призовых.

## Биография
В марте 2011 года, в возрасте 14 лет, присоединился к команде ZeNEX. Годом позже он принял участие в Global StarCraft II League и выиграл его, став самым молодым киберспортсменом, когда-либо выигрывавшим этот кубок, а также вторым самым молодым киберспортсменом, дошедшим до второй групповой стадии (Ro16), после Чо «Maru» Сон Чу, достигнувшего это в возрасте 14 лет. Неделей позже он выиграл MLG 2012 Fall Championship, а в декабре — GSL Blizzard Cup.
В 2012 году из ZeNEX ушёл генеральный менеджер, что повлекло за собой проблемы с финансированием и потерю тренировочного лагеря, из-за чего игрокам пришлось тренироваться из дома. Главный тренер команды StarTale, не желавший распада команды ZeNEX из-за проблем с управлениям, предложил командам объединиться к 1 августу 2012 года. Вследствие этого объединения Life перешёл в команду StarTale. Переход положительно сказался на игре Life, поскольку StarTale была гораздо более серьёзно организованной командой.
В 2013 году он победил в MLG Winter, его первом чемпионате по StarCraft II: Heart of the Swarm, обыграв в финале Ли «Flash» Ён Хо. На проводящемся в том же году DreamHack Summer он был фаворитом на победу, однако быстро вылетел из турнира, поскольку к тому времени он практически перестал тренироваться. К концу года он вернулся к тренировкам и показал хороший результат на соревнованиях DreamHack Bucharest, IEM NY, DreamHack Winter и ASUS NorthCon.
В 2014 году, после поражения О «soO» Юн Су в первом сезоне GSL, интерес Life к большому спорту и тренировкам угас снова. Однако к концу года, осознав, что он набрал достаточно турнирных очков, чтобы попасть на финал WCS, он вернулся к тренировкам и за несколько недель смог вернуться в форму, став чемпионом мира 2014 года. Ко второй половине 2015 года он снова потерял интерес к спорту, но снова набрал достаточно очков для попадания на WCS, где дошёл до финала и проиграл Ким «sOs» Ю Джину.
Ли Сун Хён страдал зависимостью от азартных игр. В командах ZeNEX и StarTale с этой зависимостью старались бороться, однако в феврале 2015 года Life перешёл в команду KT Rolster и стал тратить огромные суммы на азартные игры.
В январе 2016 года Life перешёл в команду Afreeca Freecs, образованной бывшими членами StarTale. Вскоре после этого он был арестован за договорные матчи, проведённые в 2015 году. Он был приговорён к тюремному заключению и штрафу в размере 70 000 000 корейских вон (примерно 58 000 долларов США). Кроме того, ему было запрещено участвовать в киберспортивных соревнованиях, а его имя было вычеркнуто из списка победителей WCS. Журнал ESPN назвал это событие главным киберспортивным разочарованием 2016 года.

## Стиль игры
Life обладал новаторским стилем игры, основанном на высоком уровне агрессии, контратаках и расчёте времени. В игре Life часто полагался на психологию: он угадывал, куда его соперник смотрит в данный момент игры, атакуя с неудобных направлений, или наоборот, специально отвлекал внимание соперника для проведения успешной атаки в другой части карты.

## Достижения
- TeamLiquid StarLeague 4 (2 место)
- 2012 Global StarCraft II League Season 4: Code S (1 место)
- 2012 MLG Fall Championship (1 место)
- 2012 GSL Blizzard Cup (1 место)
- Iron Squid — Chapter II (1 место)
- 2013 MLG Winter Championship (1 место)
- 2013 DreamHack Open: Bucharest (3—4 место)
- IEM Season VIII — New York (1 место)
- 2013 DreamHack Open: Winter (2 место)
- ASUS ROG NorthCon 2013 (3—4 место)
- 2014 Global StarCraft II League Season 1: Code S (3—4 место)
- 2014 DreamHack Open: Bucharest (1 место)
- IEM Season IX — Toronto (3—4 место)
- 2014 WCS Global Finals (1 место)
- 2014 DreamHack Open: Winter (2 место)
- IEM Season IX — Taipei (1 место)
- 2015 StarCraft II StarLeague Season 1: Main Event (3—4 место)
- 2015 Global StarCraft II League Season 1: Code S (1 место)
- GiGA internet 2015 KeSPA Cup Season 1 (3—4 место)
- 2015 WCS Global Finals (2 место)